# Creighton Hale
Creighton Hale (24 de maio de 1882 - 9 de agosto de 1965) foi um ator de cinema nascido na Irlanda e radicado nos Estados Unidos que iniciou sua carreira na era do cinema mudo, continuou a atuar na era sonora, aparecendo em 298 filmes entre 1914 e 1959.

## Biografia
Enquanto estava trabalhando em uma produção de Irmãos Frohman, Indian Summer, na Broadway, Hale foi descoberto por um representante da Pathe Film Company. Seu primeiro filme, já nos Estados Unidos, foi o seriado The Million Dollar Mystery, em 1914, ao lado de Florence La Badie, Marguerite Snow e James Cruze, num pequeno papel, como um dos membros da gang.
Seu primeiro papel de destaque foi no seriado The Exploits of Elaine em 1914, ao lado de Pearl White. Atuou em seguida em outros seriados ao lado de White, como The New Exploits of Elaine (1915), The Romance of Elaine (1915) e The Iron Claw (1916). Atuou nas comédias de Hal Roach, Our Gang (School's Out, Big Ears, Free Wheeling), como Jack, o irmão mais velho de Miss Crabtree (June Marlowe).

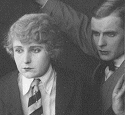
Pearl White e Creighton Hale no seriado The Exploits of Elaine (1914), o primeiro papel de destaque de Hale.

Com o estrelato, Hale atuou em filmes conhecidos, como Way Down East (1920), The Idol Dancer (1920), Orphans of the Storm (1921), de D. W. Griffith, e The Cat and the Canary (1927).
Algumas vezes Hale foi creditado como sendo o intérprete do filme pornográfico de 1923, On the Beach (também conhecido como Getting His Goat ou The Goat Man). No entanto, considera-se que na verdade não é Hale, mas um sósia.
Com a chegada do som, a carreira de Hale declinou, e ele continuou atuando, mas em pequenos papéis, algumas vezes não creditados. Atuou sem créditos em filmes como Larceny, Inc. (1942), The Maltese Falcon (1941) e Casablanca (1942).
Nos anos 50, chegou a atuar em algumas séries de televisão, tais como Highway Patrol, em que atuou no episódio Escort, em 1956. Seu último filme foi Westbound, em 1959, num pequeno papel não creditado.

## Vida pessoal
Foi casado duas vezes. Do primeiro casamento, em 1912, com Victoire Lowe, teve dois filhos, Creighton Hale Jr. e Robert Lowe Hale, os quais foram adotados pelo segundo marido de Lowe, o ator John Miljan. Ficou casado com Lowe até 1926 e, em 1931, casou com Kathleen Bering, a filha de um texano produtor de petróleo.
Hale morreu em 1965, aos 83 anos, em South Pasadena, Califórnia, e foi sepultado no Duncans Mills Cemetery, em Duncans Mills, na Califórnia.
Por sua contribuição para o cinema, Hale tem uma estrela na Calçada da Fama, no 6915 Hollywood Blvd.

## Filmografia parcial
- The Stain (1914)
- The Exploits of Elaine (1914)
- The Million Dollar Mystery (1914)
- A Fool There Was (1914)
- The New Exploits of Elaine (1915)
- The Romance of Elaine (1915)
- The Iron Claw (1916)
- Snow White (1916)
- The Seven Pearls (1917)
- The Idol Dancer (1920)
- A Child for Sale (1920)
- Way Down East (1920)[8]
- Orphans of the Storm (1921)[9]
- Fascination (1922)
- Three Wise Fools (1923)
- Wine of Youth (1924)
- Named the Man (1924)[10]

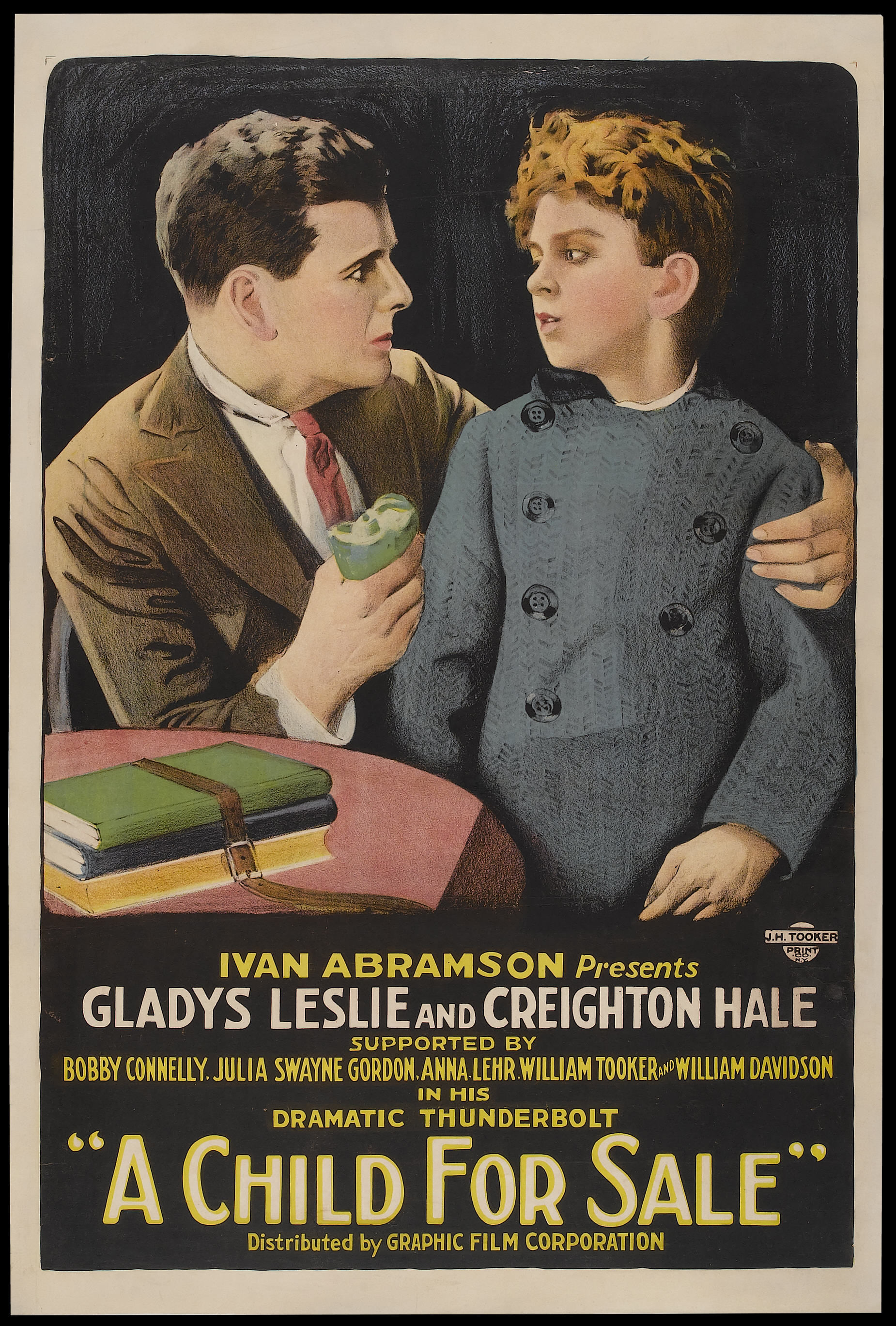
A Child for Sale, filme mudo de 1920, com Gladys Leslie e Creighton Hale

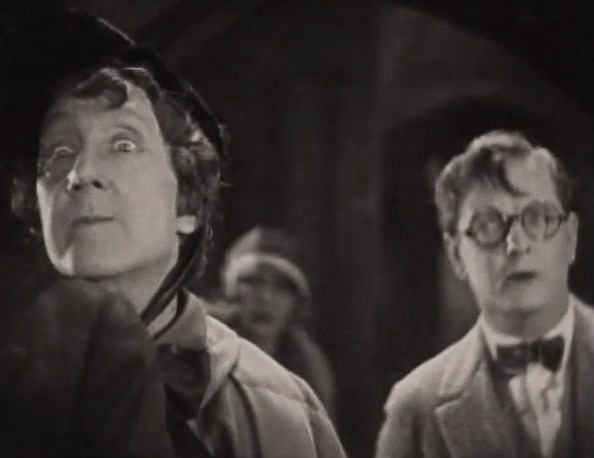
Flora Finch & Creighton Hale no filme The Cat and the Canary (1927).

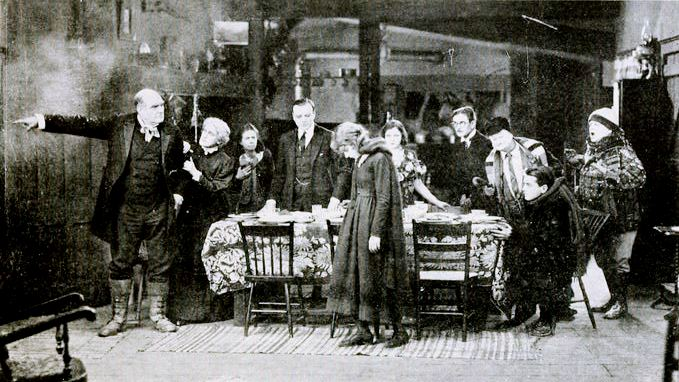
Cena do filme Way Down East, de D. W. Griffith, apresentando Lillian Gish como Anna, ao lado de (da esquerda para direita) Burr McIntosh, Kate Bruce, Lowell Sherman, Mary Hay, Creighton Hale, George Neville, Richard Barthelmess (sentado), e um ator não identificado (na página 79 de Motion Picture Directing; The Facts and Theories of the Newest Art (1922), de Peter Milne).

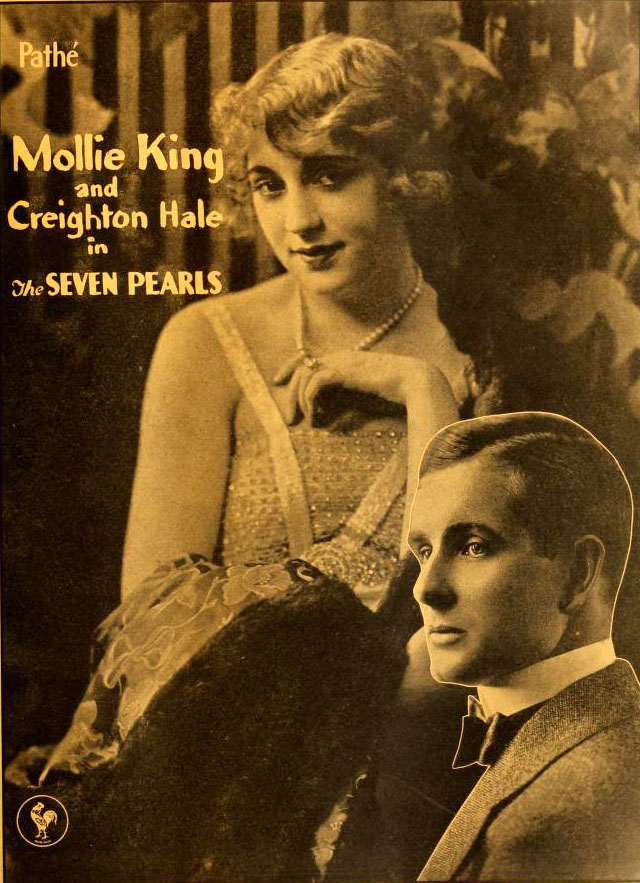
Cartaz do seriado The Seven Pearls, com Mollie King e Creighton Hale.

- The Mine with the Iron Door (1924)
- The Circle (1925)
- Exchange of Wives (1925)
- Time, the Comedian (1925)
- Beverly of Graustark (1926)
- The Midnight Message (1926)
- Should Men Walk Home? (1927)
- Why Girls Say No (1927)
- One Hour Married (1927)
- Annie Laurie (1927)
- The Cat and the Canary (1927)
- Rose-Marie (1928)
- Seven Footprints to Satan (1929)
- The Great Divide (1929)
- Holiday (1930)
- School's Out (1930)
- Holiday (1930)
- Big Ears (1931)
- Grief Street (1931)
- Free Wheeling (1932)
- Sensation Hunters (1933)
- The Thin Man (1934) (não creditado)[11]
- Becky Sharp (1935)
- The Millionaire Kid (1936)
- Hollywood Boulevard (1936)
- The Roaring Twenties (1939)
- Calling Philo Vance (1940)
- All This, and Heaven Too (1940)
- Affectionately Yours (1941) (não creditado)
- Santa Fe Trail (1940)
- The Strawberry Blonde (1941)
- The Maltese Falcon (1941)
- Sergeant York (1941)
- One Foot in Heaven (1941)
- Casablanca (1942)
- The Man Who Came to Dinner (1942)
- Bullet Scars (1942)
- Yankee Doodle Dandy (1942) (não creditado)
- Watch on the Rhine (1943)
- Mr. Skeffington (1944)
- Night and Day (1946)
- The Perils of Pauline (1947)
- Life with Father (filme) (1947)
- Johnny Belinda (1948)
- The Fountainhead (1949)
- Montana (1950)
- Sunset Boulevard (1950)
- Atom Man vs Superman (1950)
- The Enforcer (1951)